# 鉢嶺登
鉢嶺 登（はちみね　のぼる、1967年6月22日 - ）は、日本の実業家。株式会社オプト創業者、現在はデジタルホールディングス代表取締役会長。

## 略歴・人物
1967年 千葉県八千代市出身。千葉県立八千代高等学校を経て、1991年 早稲田大学商学部卒業。森ビルにて3年間勤務の後、起業。
 
1994年 米国で急成長しているダイレクトマーケティング業を日本で展開するためオプト（現：デジタルホールディングス）設立。
 
1999年に、eマーケティングに特化。

2004年、JASDAQに株式公開。 

2013年10月、東京証券取引所 第一部へ市場変更。
 
インターネット広告代理店の枠にとどまらず、日本企業のデジタルシフトを支援する会社として業務を拡大し、幅広いサービスを提供している。

また、自ら新規事業の立ち上げや、ベンチャー企業の投資育成に努めている

。

## 著書
- 『ビジネスマンは35歳で一度死ぬ』　経済界 2013/10
- 『役員になれる人の「読書力」鍛え方の流儀』　明日香出版 2017/6
- 『GAFAに克つデジタルシフト 経営者のためのデジタル人材革命』　日本経済新聞出版社 2019/9